# Czerwone Wierchy

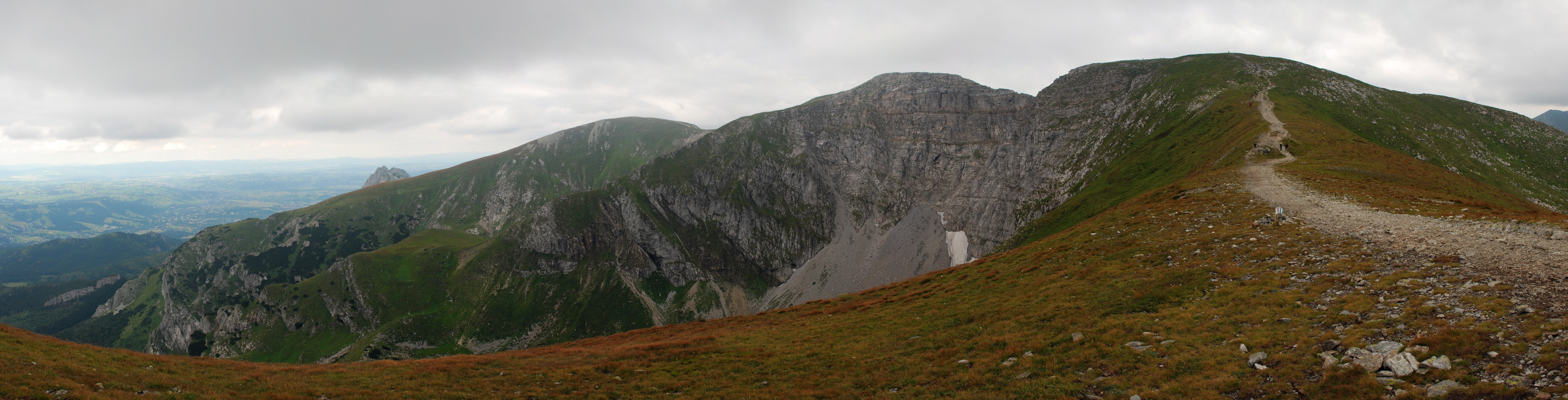
Czerwone Wierchy – od lewej: Małołączniak, Krzesanica i Ciemniak

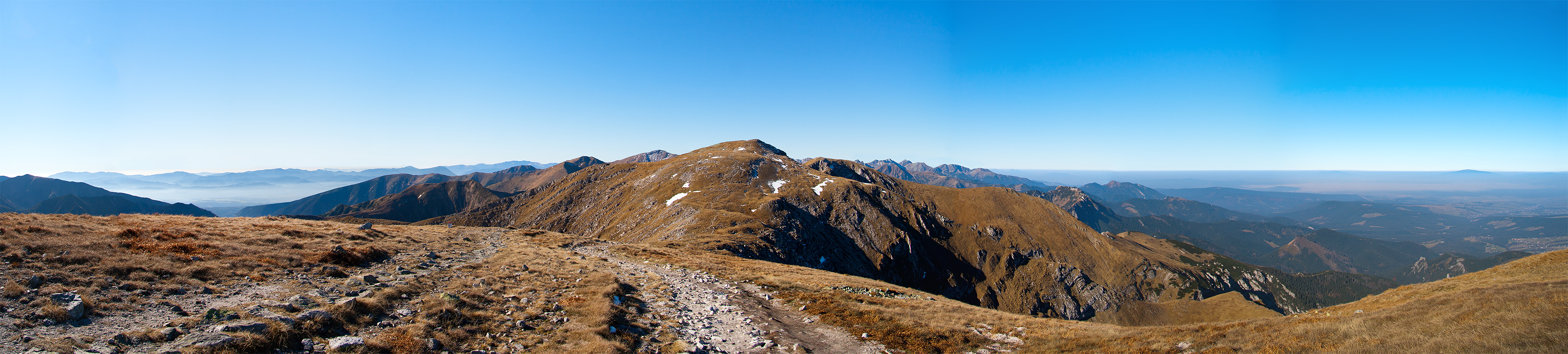
Krzesanica z Małołączniaka

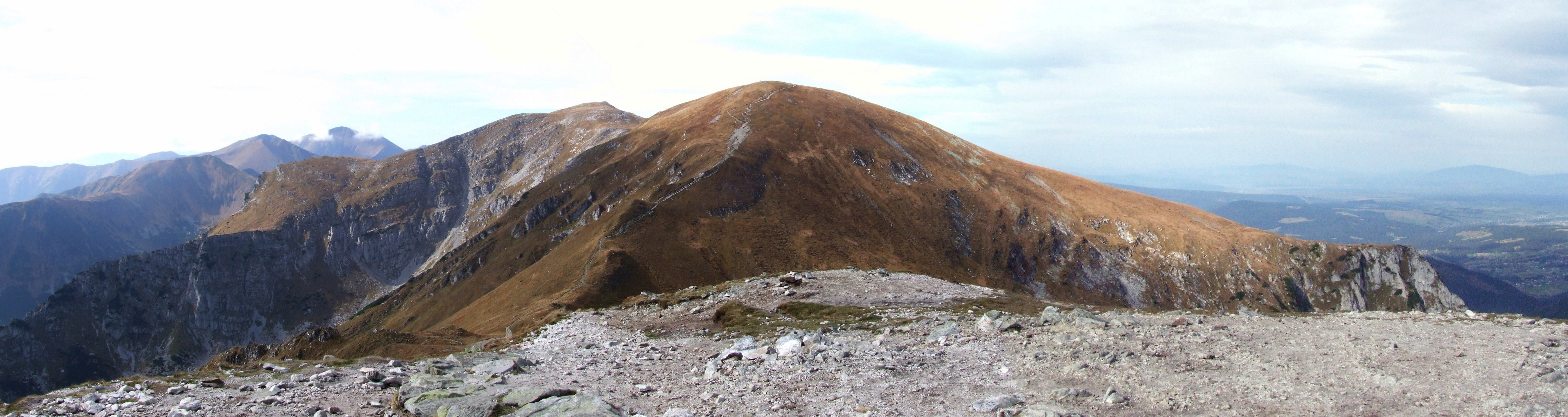
Widok z Kopy Kondrackiej

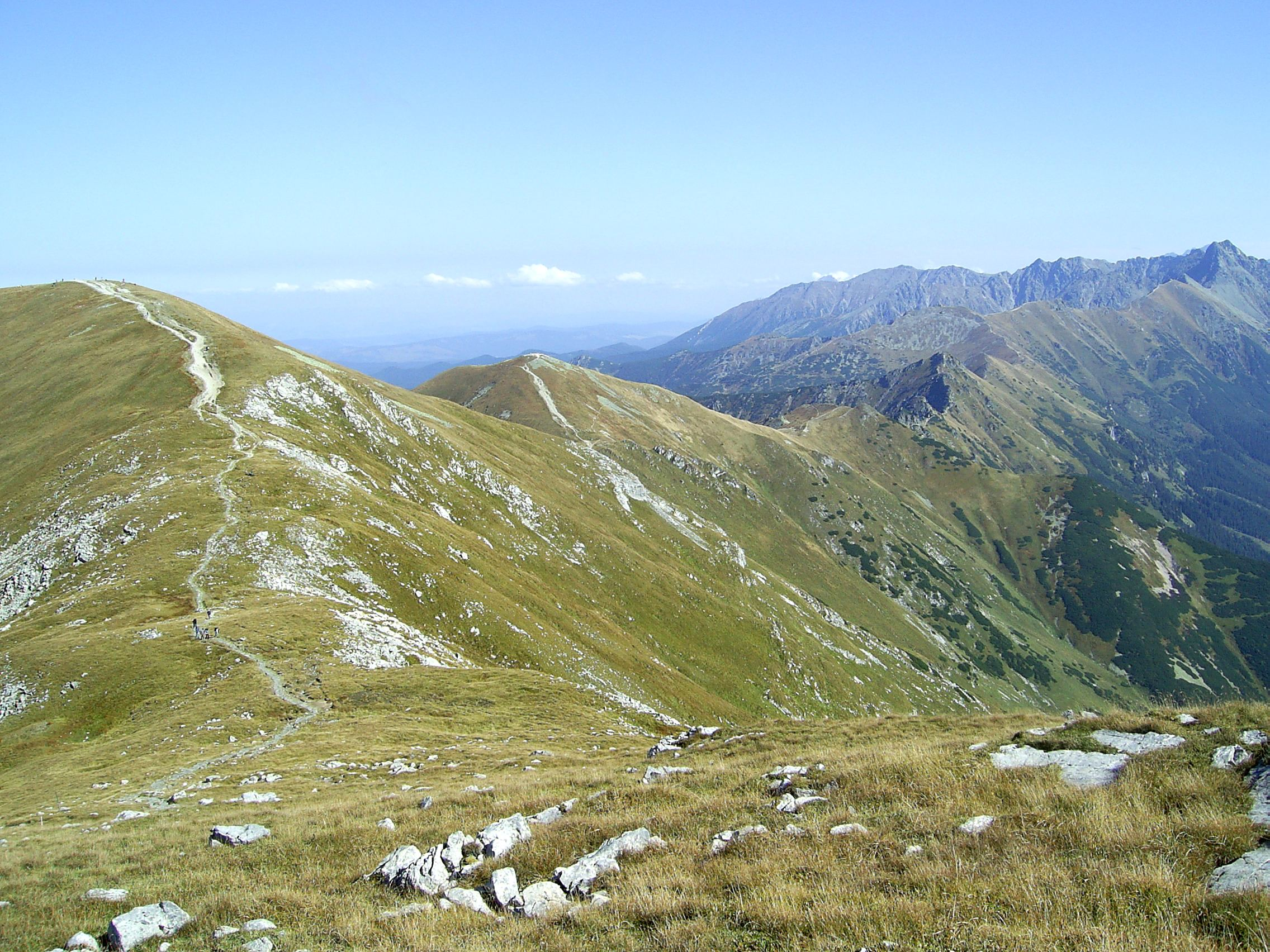
Widok ze zboczy Krzesanicy na wschód. Od lewej: Małołączniak, Kopa Kondracka, w tle Tatry Wysokie (szczegółowy opis)

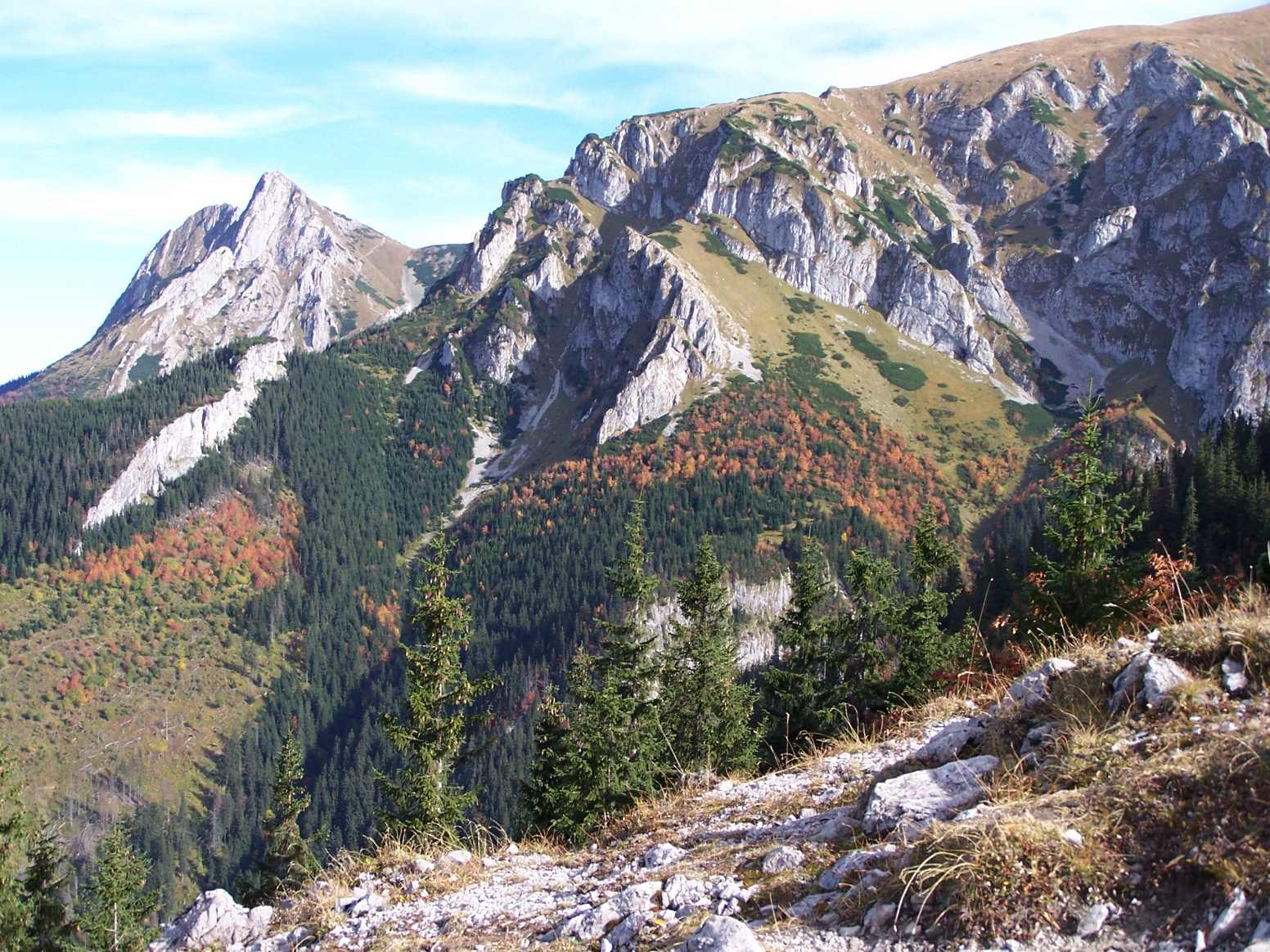
Giewont i Czerwony Grzbiet Małołączniaka

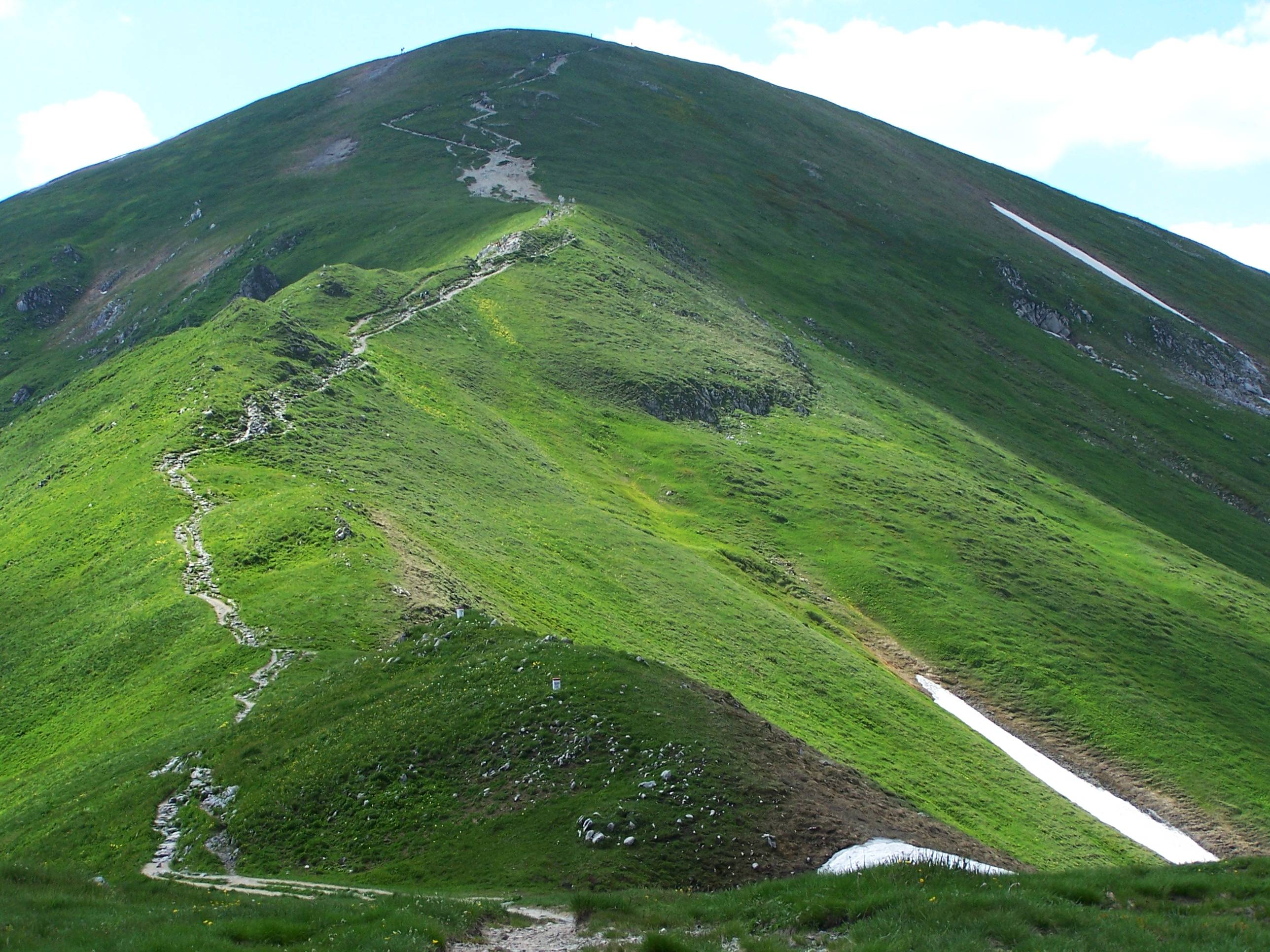
Małołączniak i Małołącka Przełęcz

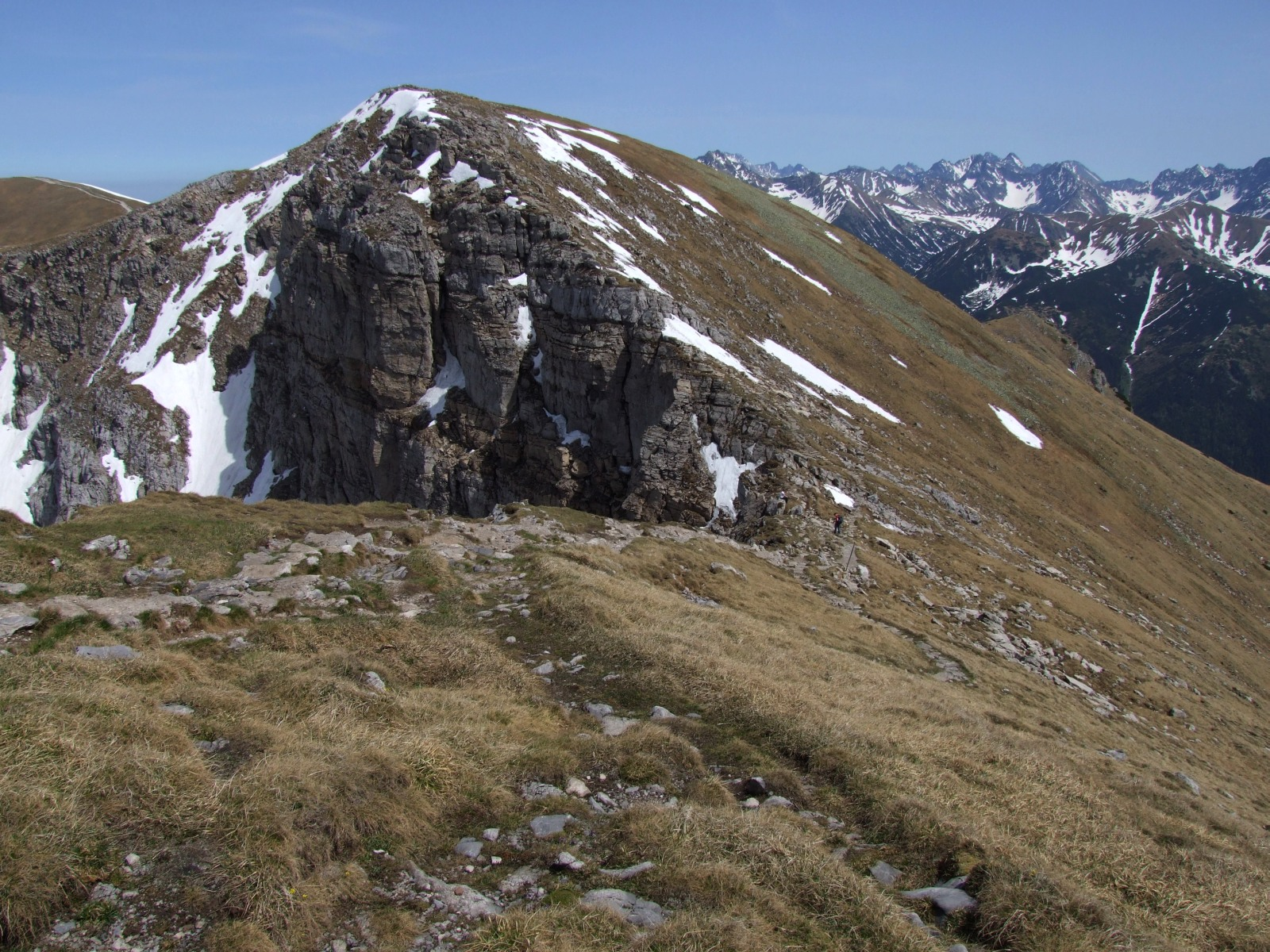
Krzesanica

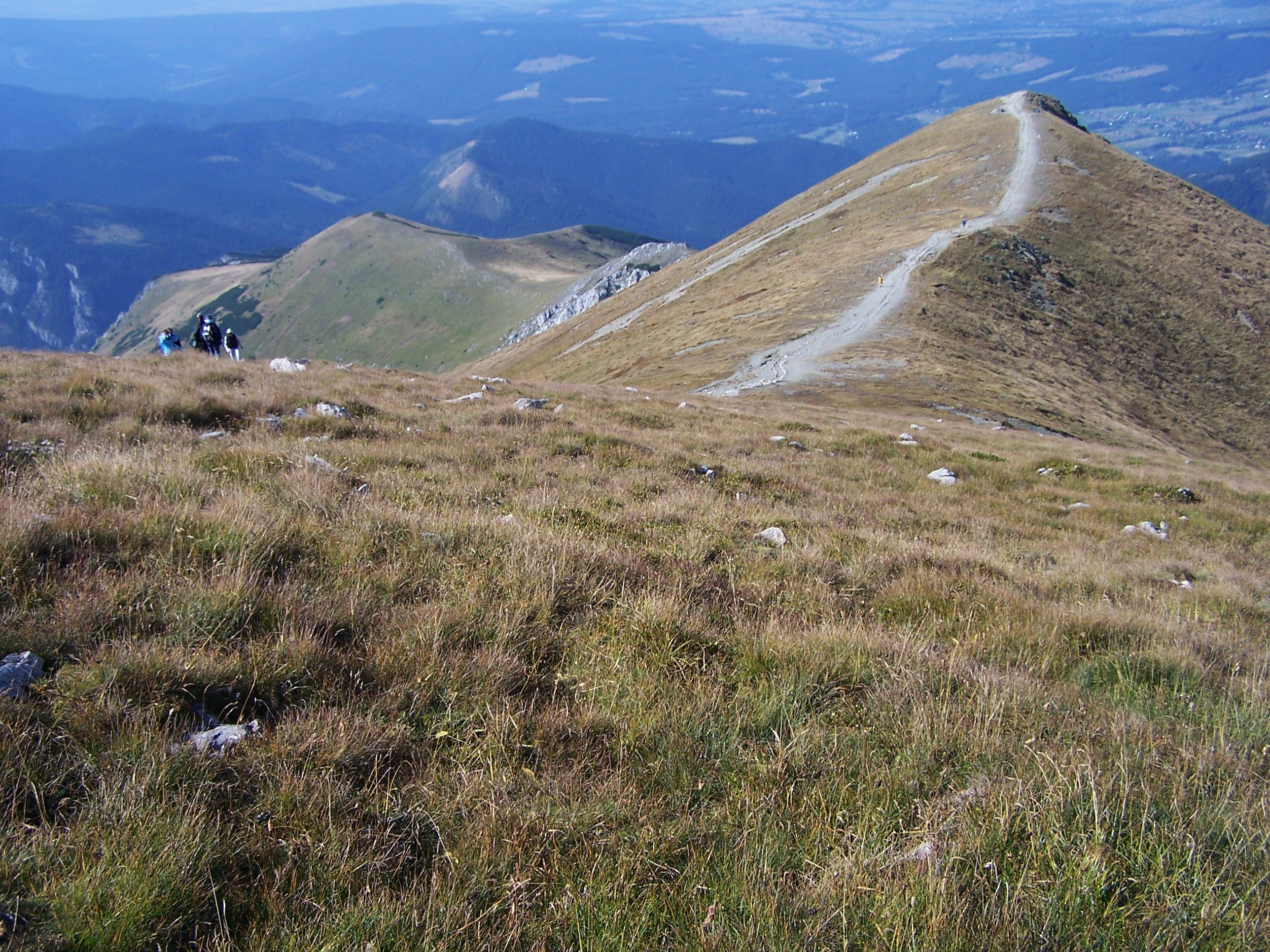
Północny grzbiet Ciemniaka

Czerwone Wierchy (słow. Červené vrchy) – masyw górski znajdujący się w ciągu głównego grzbietu Tatr Zachodnich. Biegnie nim granica polsko-słowacka. Położony jest nad trzema dolinami walnymi: Cichą, Kościeliską, Doliną Bystrej i ich odnogami: Tomanową, Tomanową Liptowską, Kondratową, Małej Łąki, Miętusią.

## Topografia
Czerwone Wierchy składają się z czterech szczytów. Od zachodu ku wschodowi są to:
- Ciemniak – 2096 m
- Krzesanica – 2122 m
- Małołączniak – 2096 m
- Kopa Kondracka – 2005 m[2].

Są one rozdzielone trzema przełęczami:
- Mułowa Przełęcz – 2067 m, między Ciemniakiem a Krzesanicą
- Litworowa Przełęcz – 2037 m, między Krzesanicą a Małołączniakiem
- Małołącka Przełęcz – 1924 m, między Małołączniakiem a Kopą Kondracką[2].

Od Czerwonych Wierchów w północnym kierunku odbiega kilka grani. Są to:
- północna grań Kopy Kondrackiej odgałęziająca się z Kopy Kondrackiej i kulminująca w Giewoncie,
- północno-zachodnia grań Małołączniaka poprzez Czerwony Grzbiet opadająca aż do Małego Regla,
- północna grań Krzesanicy przez Kozi Grzbiet opadająca do Wielkiej Świstówki,
- północno-zachodnia grań Ciemniaka opadająca przez Chudą Turnię i Upłaziańską Kopę do Upłaziańskiego Wierszyka[3].

Na południową stronę odbiega od Krzesanicy Rozpadła Grań, natomiast z Ciemniaka na zachód: Wysoki i Tomanowy Grzbiet. Na Ciemniaku grań główna zmienia kierunek na południowy i poprzez Stoły opada do Tomanowej Przełęczy.

## Geomorfologia i przyroda
Budowa Czerwonych Wierchów jest dość zróżnicowana geologicznie. Trzon masywu zbudowany jest ze skał osadowych (wapienie i dolomity środkowego triasu), a wierzchołki przykryte są płaszczem skał krystalicznych (granity i gnejsy). Pod szczytami znajdują się kotły lodowcowe. W masywie Czerwonych Wierchów znajduje się wiele jaskiń, w tym największe w Tatrach:
- Jaskinia Harda
- Jaskinia Marmurowa
- Jaskinia Mała w Mułowej
- Jaskinia Miętusia
- Śnieżna Studnia
- Jaskinia Wielka Śnieżna (otwór Wielka Litworowa)
- Jaskinia Wysoka – Za Siedmiu Progami.

Nazwa Czerwonych Wierchów pochodzi bądź od czerwono-brązowej barwy ich stoków, jaką nadaje im roślina o nazwie sit skucina, która jesienią, a często już w połowie lata przebarwia się na czerwono, bądź od brunatnego mchu, zwanego przez górali płucnikiem i pierwotnie używana była wyłącznie w stosunku do Małołączniaka. Oprócz tych roślin murawę tworzy boimka dwurzędowa, kosmatka brunatna i inne. W związku z urozmaiconym podłożem geologicznym bardzo różnorodna gatunkowo jest też roślinność Czerwonych Wierchów – rosną tutaj zarówno rośliny wapieniolubne, jak i kwasolubne. Wśród nich jest wiele gatunków roślin rzadkich, występujących w Polsce tylko w Tatrach i to w niewielu miejscach (m.in. przymiotno węgierskie).

## Historia
Po raz pierwszy wysokości szczytów zmierzył barometrycznie w 1838 r. Ludwik Zejszner, on także jako pierwszy opisał ich budowę geologiczną. Bardziej nowoczesne opracowanie tej budowy wykonał później Ferdynand Rabowski. Kompleksowo zbadano i zinwentaryzowano bogatą roślinność w latach 1923–1924. Badanie licznych jaskiń zainicjował w 1912 r. Mariusz Zaruski, schodząc do Jaskini Rozpadłej na głębokość 45 m.
Czerwone Wierchy były dawniej wypasane i to aż pod szczyty, od polskiej strony wchodziły one w skład Hali Mała Łąka, Hali Miętusiej oraz Hali Upłaz.

## Turystyka
Z odsłoniętych na całej długości grzbietów i szczytów Czerwonych Wierchów roztaczają się rozległe widoki. Tereny te są stosunkowo łatwo dostępne i w sezonie letnim nie stwarzają dla turysty problemów technicznych. Już Eugeniusz Janota polecał Czerwone Wierchy jako właściwy cel wycieczek dla osób niedoświadczonych lub słabych fizycznie; według legendy Józef Stolarczyk miał przejechać ich granią na rowerze, co wydaje się zupełnie nieprawdopodobne, ponieważ w owych czasach ten sposób komunikacji był jeszcze prawie nieznany, a grań ta jest jednak stanowczo zbyt stroma i byłoby to skrajnie niebezpieczne. Z punktu widzenia pieszego Czerwone Wierchy są trawiaste, łagodne i zaokrąglone, natomiast poniżej zbocza przeważnie kończą się stromo podciętymi, kilkusetmetrowymi urwiskami, co było przyczyną licznych wypadków wśród turystów. Czerwone Wierchy stanowią zdradliwy teren przede wszystkim zimą oraz przy mgle, gdyż utrata orientacji grozi zabłądzeniem i zwiększa ryzyko wypadku. Szlak prowadzący granią Czerwonych Wierchów ma kolor czerwony i jest pozbawiony trudności, jakkolwiek lekko eksponowany w rejonie Krzesanicy. Na Czerwone Wierchy prowadzi znaczna liczba szlaków dojściowych: dwa z Doliny Kościeliskiej na Ciemniak (czerwony, zielony), jeden z Przysłopu Miętusiego na Małołączniak (niebieski), jeden z Kondrackiej Przełęczy na Kopę Kondracką (żółty; na Kondracką Przełęcz można dojść z Doliny Małej Łąki lub z Doliny Kondratowej), jeden z Doliny Kondratowej na Przełęcz pod Kopą Kondracką (zielony), jeden z Kasprowego Wierchu na Przełęcz pod Kopą Kondracką (czerwony). Większość spośród tych szlaków dojściowych również jest pozbawiona trudności, ale na szlaku niebieskim na Małołączniak konieczna jest prosta wspinaczka w Kobylarzowym Żlebie (miejsce zabezpieczone łańcuchami). Niewielkie trudności zawiera również zielony szlak z Doliny Kościeliskiej (Czerwony Żleb wypełnia dość sypkie, ziemiste podłoże, mimo to przejście nie sprawia trudności). Jest on również zamknięty zimą ze względu na lawiny.